# Окил Окилов
Окил Гаибулојевич Окилов или Окил Окилов (Таџик/персијски: Оқил Оқилов/عاقل عاقلوف) (рођен 2. фебруара 1944) је бивши премијер Таџикистана. На овој функцији налазио се од 20. децембра 1999. до 23. новембра 2013. Члан је Народне демократксе партије Таџикистана. На месту премијера наследио га је Кохир Расулзада.